# Álvaro Brachi
Álvaro Rodríguez Brachi (Barcelona, 1986. január 6. –) spanyol labdarúgó.

## Pályafutása
2005 és 2010 között több mint 100 mérkőzésen szerepelt az Espanyol B csapatában.  A 2010-2011-es idényt kölcsönjátékosként az Anorthosis Famagustánál töltötte. 2011 júniusában két évre szóló megállapodást kötött a 2011-es magyar bajnokcsapattal, a Videotonnal. Brachi 2016 januárjában írt alá a szlovén Domžale csapatához, miután válaszolt a szlovén klub LinkedIn-en közzétett hirdetésére. 2018 július óta klub nélküli, ugyanakkor a Transfermarkt adatlapja szerint még nem jelentette be a visszavonulását.

## Fordítás
Ez a szócikk részben vagy egészben  az   Álvaro Brachi című angol Wikipédia-szócikk fordításán alapul.  Az eredeti cikk szerkesztőit annak laptörténete sorolja fel. Ez a jelzés csupán a megfogalmazás eredetét és a szerzői jogokat jelzi, nem szolgál a cikkben szereplő információk forrásmegjelöléseként.